# Necrolust
Necrolust – drugie demo deathmetalowej grupy muzycznej Vader. Nagrania ukazały się w 1989 roku na kasecie kompaktowej wydanej przez sam zespół. Wszystkie utwory zostały zarejestrowane w Studio Polskiego Radia w Olsztynie na przełomie lutego i marca 1989 roku.

## Lista utworów
Opracowano na podstawie materiału źródłowego.
| Nr | Tytuł utworu         | Słowa            | Muzyka          | Długość |
| -- | -------------------- | ---------------- | --------------- | ------- |
| 1. | „Decapitated Saints” | Piotr Wiwczarek  | Piotr Wiwczarek | 03:31   |
| 2. | „Reborn in Flames”   | Piotr Wiwczarek  | Piotr Wiwczarek | 04:09   |
| 3. | „The Final Massacre” | Paweł Wasilewski | Piotr Wiwczarek | 04:33   |
| 4. | „The Wrath”          | Piotr Wiwczarek  | Piotr Wiwczarek | 03:57   |
|    |                      |                  |                 | 16:10   |

## Twórcy
Opracowano na podstawie materiału źródłowego.
| Zespół Vader w składzie - Piotr "Peter" Wiwczarek – gitara elektryczna, gitara basowa, wokal, okładka, muzyka, słowa - Jacek "Jackie" Kalisz – gitara basowa[A] - Krzysztof "Docent" Raczkowski – perkusja |  | Produkcja - Władysław Iljaszewicz – inżynieria dźwięku - Paweł Wasilewski – słowa |

Notatki
- A^ Wymieniony na kasecie, nie brał udziału w nagraniach[5].

## Wydania
| Rok  | Nr katalogowy | Format      | Wydawca                   | Region       | Źródło |
| ---- | ------------- | ----------- | ------------------------- | ------------ | ------ |
| 1989 | brak          | MC          | wydanie własne            | Polska       | [ 2 ]  |
| 2015 | EVIL 058      | CD          | Witching Hour Productions | Polska/Świat | [ 6 ]  |
| 2015 | EVIL 058      | CD DIGI     | Witching Hour Productions | Polska/Świat | [ 7 ]  |
| 2015 | EVIL 052      | LP DH Black | Witching Hour Productions | Polska/Świat | [ 8 ]  |
| 2015 | EVIL 052      | LP Black    | Witching Hour Productions | Polska/Świat | [ 9 ]  |
| 2015 | EVIL 007      | MC          | Witching Hour Productions | Polska/Świat | [ 10 ] |